# Douglas Bravo Mora
Douglas Ignacio Bravo Mora (Cabure, Falcón, 11 de març de 1932 - Santa Ana de Coro, 31 de gener de 2021) va ser un polític veneçolà i líder guerriller considerat el màxim cap de les FALN en les dècades dels anys 1960 i 1970.

## Biografia
Douglas Bravo va néixer l'11 de març de 1932 a Cabure. Va ingressar al Partit Comunista de Veneçuela (PCV) el 1946, als 14 anys d'edat, però va ser expulsat d'aquesta organització el 1965.
El 15 de març de 1962 va fundar el Front Guerriller José Leonardo Chirinos a la serra de Falcón i, com a comandant, va combatre regularment contra l'exèrcit durant el govern de Rómulo Betancourt. A aquest front van pertànyer Teodoro Petkoff, José Manuel Saher, Domingo Urbina i Alí Rodríguez Araque, entre d'altres.
A partir de març de 1966 va dirigir el Partit de la Revolució Veneçolana (PRV) arran d'una divisió del PCV el 23 d'abril de 1966 com a fracció dissident integrada principalment per combatents del Front Guerriller José Leonardo Chirinos que operava a l'estat de Falcón i del Front Guerriller Simón Bolívar de l'estat de Lara amb la finalitat de donar continuïtat a la lluita armada antigovernamental sota la direcció de Bravo.
El braç armat del PRV, conegut com a Fuerzas Armadas de Liberación Nacional (FALN) va continuar la lluita armada a Veneçuela fusionant-se amb el Moviment de Izquierda Revolucionaria (MIR), fracció dissident esquerrana d'Acción Democrática, conformant ambdues organitzacions el Front d'Alliberament Nacional (FALN-FLN).
Bravo va estar vinculat amb els intents de cop d'estat a Veneçuela del 1992, raó per la qual la DISIP, servei d'intel·ligència veneçolà, el va arrestar i va jutjar-lo en tribunals militars, essent indultat l'any següent.
El PRV-FALN va aconseguir quadres militars d'importància com a producte de la seva influència en les Forces Armades veneçolanes. Entre ells destaca Hugo Chávez, que va formar part del PRV fins al 1986 quan se'n va separar i va organitzar el Movimiento Revolucionario 200 (MBR-200). A la dècada del 1990 Bravo va organitzar el Front Patriòtic, façana legal del PRV, reunint personalitats importants per a confrontar al Govern de Carlos Andrés Pérez. Aquesta organització va desaparèixer després de la sortida del president Pérez el maig de 1993.
Bravo va ser sempre un fervent antiimperialista i nacionalista, ha estat considerat antiestatunidenc, va tenir contactes amb el Che Guevara i va ser possiblement el guerriller més famós que ha tingut Veneçuela, no obstant la seva activitat institucional va ser escassa si se'l compara amb altres com Teodoro Petkoff. El poeta xilè Pablo de Rokha li va dedicar un poema que va ser publicat pòstumament al seu llibre Obras inéditas (1999).
Va ser líder del moviment Tercer Camino, evolució del PRV-FALN ja dissolt, enfocant-se com a intel·lectual i assagista. Des de l'assumpció del poder el 1999 del chavisme, va mostrar les seves crítiques tant als governs d'Hugo Chávez i Nicolás Maduro com a l'oposició política dretosa. Considerava els dos sectors com a neoliberals i burgesos, però compartia amb el Govern l'opinió que els Estats Units volen envair Veneçuela per apropiar-se del petroli, i considerava el Pla Colòmbia com la peça fonamental per a l'agressió contra Veneçuela.

## Obres publicada
- Documento de la Montaña
- Carta al Comité Central
- Insurrección Combinada
- Amplio Teatro de Operaciones
- Nueva Etapa Operativa
- La Cuestión Continental
- El Viraje Táctico
- Una Nueva Experiencia
- Problemas Militares
- La otra crisis, la otra vía
- Tercer Camino